# Sally Folk
 (février 2019).
Sally Folk, nom de scène de Sophia d’Aragon Krim, est une chanteuse québécoise née en 1982 à Montréal. Son style vestimentaire rappelle les danseuses de cabaret des années 1960.

## Biographie
Née d'un père kabyle et d'une mère québécoise, elle grandit à Laval et vit dans l'arrondissement Verdun de Montréal.
Elle commence au même moment à travailler sur son premier album Sally Folk et lance une première pièce francophone "Heureux Infidèles" qui la propulse rapidement sur la scène artistique populaire. L'album "Sally Folk sort en octobre 2013.
En février 2015, elle lance le premier extrait radio de son deuxième album, Les heures de visite. Sally Folk lance en mars son deuxième album, intitulé Deuxième Acte, qui reçoit un accueil chaleureux de la part des médias et du public,,.
Puisqu’il lui est impossible de faire ses habituels et spectaculaires lancements d’albums, l’artiste crée en novembre 2020, une mini-série humoristique  en collaboration avec son script-éditeur Christian Viau.  
En avril 2021, l'artiste prête sa voix à la chanson thème de la série québécoise "Sortez-moi de moi" ,écrite par Sophie Lorain et Alexis Durand-Brault et mettant en vedette Vincent Leclerc, Pascal Bussière et Sophie Lorain.  La chanson produit par le collectif Dazmo est une reprise de l'oeuvre du même nom: "Sortez-moi de moi" signé par l'auteur-compositeur et interprète Daniel Bélanger. 
L’album ¨Ô Psychologue, dont la sortie fut repoussée à deux reprises due à la pandémie, voit finalement le jour le 21 mai 2021 et marque la nouvelle collaboration de l’artiste avec l’étiquette SPECTRA MUSIQUE.  Elle présente au même moment un nouveau vidéoclip pour la pièce Que Diable m'emporte,, produit et réalisé par Cynthia Mateu et Olivier Picard (PARCEQUE FILM). 
Acclamé par la critique,,, l’album Ô Psychologue s’avère être le plus personnel et le mieux ficelé de tous ses albums et sera sélectionnée pour la série web « Écoute mon Album » initié par l’ADISQ.

### Discographie
- Sally & me (2009)
- Sally Folk (2013)
- Deuxième acte (2015)
- Troisième acte (2017)
- Ô Psychologue (2021)